# Förväxlingen
Förväxlingen (turkiska: Paramparça) är en turkisk TV-dramaserie som sändes av Star TV mellan 1 december 2014 och 27 mars 2017. Serien sändes i  Sverige av SVT med premiär den 22 augusti 2016. I Turkiet sändes serien på måndagar 2–2,5 timmar per avsnitt; i Sverige sändes den på vardagar, 30 minuter per avsnitt.

## Synopsis
Två flickor blir vid förlossningen förväxlade av personal på sjukhuset på grund av sina likheter i efternamn (Gülpınar respektive Gürpınar). Först efter 15 år upptäcks förväxlingen, varvid stora familjekontroverser uppstår.

## Handling
Serien tar sin början då den fattiga Gülseren Gülpınar blir påkörd av en bil efter att hon varit på en marknad. Som kompensation blir hon körd till sjukhuset av "Vedat", som körde på henne. På sjukhuset finns även föräldrarna i den rika familjen Gürpınar, som består av restaurang- och hotellkedjeägaren Cihan och hans fru Dilara. Båda mödrarna föder sina barn, men sjukhuspersonalen förväxlar barnen och barnen lämnas till fel familjer.
Misstaget upptäcks först "i nutid" i seriens handling. Alltså 15 år senare. Cansu Gürpınar råkar även hon ut för att bli påkörd av en bil och på sjukhuset upptäcks det att hennes DNA inte överensstämmer med familjen Gürpınars. Cansu får reda på att hon inte är Cihans och Dilaras dotter så hon tar sig in i sjukhusets journalarkiv och spårar rätt på sin biologiska mamma - Gülseren Gülpınar, som lever ett tufft liv i fattigdom  inneboende hos sin svägerska i en lägenhet i de fattigare kvarteren med sin dotter Hazal som är bortskämd och ohyfsad och som förbannar att hon tvingas leva i fattigdom.
Cansu söker upp sin biologiska mamma och avslöjar sanningen om deras livsöden. De båda familjerna träffas till slut och Hazal blir en del av sin biologiska familj, Gürpınars liv, men det slutar inte där. I kölvattnet av det hela uppstår det kärlek mellan den rike Cihan och den fattiga Gülseren, vilket gör att de båda får kämpa mot makt och rikedom för sin kärlek och det är runt detta som blir det största fokuset i serien.

## Rollista (i urval)
- Nurgül Yeşilçay som Gülseren Sönmez / Gülpınar
- Erkan Petekkaya som Cihan Gürpınar
- Cemal Hünal som Alper Tek
- Ebru Özkan som Dilara Erguvan
- Güneş Emir som Solmaz Tek
- Tolga Tekin som Özkan Gülpınar
- Nursel Köse som Keriman Akçatepe
- Leyla Tanlar som Cansu Gürpınar
- Alina Boz som Hazal Gülpınar
- Burak Tozkoparan som Ozan Gürpınar
- Civan Canova som Rahmi Gürpınar
- Ahu Yağtu som Candan